# 榎田路子
榎田 路子（えのきだ みちこ、本名（旧姓名）：榎田 道子、1969年1月18日 - ）は、日本の元アイドル・女優。スターダストプロモーションに所属していた。
東京都中野区出身。身長163cm。 東京都立上野高等学校通信課程卒業。

## 人物
中学3年のとき、原宿でスカウトされる。1985年、コミック誌「ヤングジャンプ」の人気投票でグランプリとなり、本格的に芸能活動を開始。同年、TBSドラマ『東中学3年5組』でデビュー。
『11PM』の「SOS歌劇団」メンバーや、雑誌のグラビア、特撮番組などで活躍したが、1991年2月に結婚し、芸能界を引退している。
趣味は茶道、アクセサリー集め。

## 主な出演作品

### テレビドラマ
- 東中学3年5組（1984年10月12日 - 12月21日、TBS系）
- 花の女子校 聖カトレア学園（1985年、テレビ東京系）
- ポニーテールはふり向かない（1985年10月12日 - 1986年3月29日、大映テレビ・TBS系） - 飯倉ゆきこ 役
- 月曜ドラマランド（フジテレビ系）
  - 藤子不二雄の赤毛のアン子（1986年11月3日）
  - 未亡人は17歳（1987年2月2日）
- スケバン刑事III 少女忍法帖伝奇（東映・フジテレビ系） - 西村かおる（外法衆・馬頭）役
第25話「立ちつくす三姉妹!生きていた父!?」（1987年5月14日）
第26話「投げろ唯!!逆転の新必殺ヨーヨー」（同年5月28日）
- じゃあまん探偵団 魔隣組（1988年、フジテレビ系） - 由美 役
- 機動刑事ジバン（1989年1月29日 - 1990年1月28日、東映・テレビ朝日系） - 片桐洋子 役
- 奇妙な出来事 第19話「午前3時のノック」（1990年3月19日、共同テレビ・フジテレビ系）

### テレビ番組
- 11PM（日本テレビ系）- 「SOS歌劇団」メンバー
- これが仮面ライダーBLACKだ!!（1987年9月27日、東映・毎日放送/TBS系） - レポーター
- 日立 世界・ふしぎ発見!（1990年8月11日、TBS系） - ミステリーハンター（レポーター）

### 映画
- 機動刑事ジバン 劇場版（1989年7月15日、東映） - 片桐洋子 役

### CM
- ロッテリア
- カルビー　ポテトチップス バターしょうゆ味